# Список синтоистских божеств
Объектами поклонения синтоизма являются многочисленные божества, называемые ками. Это слово обычно переводится на русский как «божество» или «бог», «богиня», однако природа ками отличается от понимания бога в монотеистических религиях. По определению японского мыслителя XVIII в. Мотоори Торинаги, «птицы и звери, поля и травы и вся другая природа, всё, что редко и необычно, то, что обладает исключительными качествами и внушает трепет, называется ками». Это понятие объединяет в себе как персонифицированных, индивидуальных божеств, так и безымянных духов.

## Котоамацуками
- Амэноминакануси — Бог-правитель священного центра небес.
- Такамимусуби — Бог высокого священного творения.
- Камимусуби — Бог божественного творения.
- Умасиасикаби-хикодзи — Бог-юноша прекрасных побегов.
- Амэнотокотати — Бог навечно утвердившийся в небесах.

## Боги, созданные во время омовения Идзанаги
- Аматэрасу — Богиня солнца, прародительница японского императорского рода, которую почитают как изобретательницу возделывания риса, технологии получения шёлка и ткацкого станка.
- Цукиёми — Бог луны и ночи, управляющий приливами и отливами
- Фудзин — Бог ветра

## Боги, появившиеся изКагуцути

### Из крови Кагуцути
- Ивасаку.
- Нэсаку.
- Ивацуцуноо.
- Микахаяхи.
- Нихияхи.
- Такэмикадзути — Бог грома и меча, пытающийся покорить гигантского сома Онамадзу, живущего в грязи под Японскими островами.
- Кураоками.
- Курамицуха.

### Из тела Кагуцути
- Масакаямацуми — Появился из головы.
- Одоямацуми — Появился из груди.
- Окуямацуми — Появился из живота.
- Кураямацуми — Появился из Гениталий.
- Сигиямацуми — Появился из левой руки.
- Хаямацуми — Появился из правой руки.
- Хараямацуми — Появился из левой ноги.
- Тоямацуми — Появился из правой ноги.

## Боги сельского хозяйства, урожая, еды и животных
- Адзи-суки-така-хико-нэ — Бог грома, земледелия и змей
- Инари — Божество изобилия, риса(и злаковых культур вообще), лис, промышленности и житейского успеха.
- Райдзин — Бог грома и сельского хозяйства
- Та-но ками — бог земледелия и урожая риса
- Тэнгу — чудовище в виде мужчины с красным лицом и крыльями
- Тоёукэ бимэ — богиня сельского хозяйства и промышленности, дарующая еду, одежду и кров
- Ука-но митама — божество зерна. Бог-Священный Дух Пищи.
- Укэмоти-но ками — богиня пищи и семян растений
- Хинатэринукатаби-тиоикотини-но ками — Богиня, Освещающая Сельскую Местность в Цуката
- Ятагарасу — Большая птица в виде трехногой вороны

## Окунинуси, его жёны и дети
- Окунинуси — Бог строительства, медицины и земледелия
- Сусэрибимэ — Главная и первая жена Окунинуси, дочь Сусаноо.
- Ягами-химэ — Дева из Ягами. Вторая жена Окунинуси
- Нунакава-химэ — Третья жена Окунинуси, дева из Нунакава.
- Такири-бимэ-но микото — Богиня обитающая во дворце Окицумия в Мунаката.
- Камуятатэ-химэ-но микото — Дева — Богиня Божественных Стрелы и Щита.
- Торимими-но ками — Дочь Ясимамудзи-но ками (Бога — Владельца Восьми Островов).
- Хинатэринукатаби-тиоикотини-но ками — Богиня, Освещающая Сельские Местности в Нуката.
- Асинадака-но ками (или Ягахаэ-химэ) — Богиня Тростниковых Высот.
- Сакитама-химэ — Дочь Амэ-но-микануси-но ками (Бога — Небесного Устрашающего Правителя).
- Хинараси-химэ — Дочь Оками-но ками (Бога-Дракона).
- Икутама-сакитама-химэ-но ками — Дева—Богиня Животворящей Жемчужины, Счастливой Жемчужины, дочь Хихираги-но-соноханамадзуми-но ками (Бога Редчайших Цветов Душистого Кустарника).
- Аонумауманумаоси-химэ — Дева Болот из Нуноси, дочь Сакиямануси-но ками (Бога — Правителя Уступчатых Гор).
- Вака-цукусимэ-но ками — Юная Богиня из Цукуси.
- Тооцуматинэ-но ками — Богиня Далёкого Мати, дочь Амэ-но-сагири-но ками (Бога Небесных Туманов в Ущельях).

### Дети
- Ко-но-мата-но ками — Бог развилины дерева.
- Адэисикитака-хиконэ-но ками — Высокий бог плугов.
- Котосирануси-но ками — Бог-Оракул.
- Торинаруми-но ками — Бог моря кричащих птиц.
- Куниоситоми-но ками — Бог Обильных Богатств Страны.
- Хаямика-но-такэсахая-даинуми-но ками — Быстрый, устрашающий и храбрый Бог, Правитель из Сахая.
- Микануси-хико-но ками — Бог устрашающий правитель.
- Тахирикисимаруми-но ками — Бог-дух из Кидзима.
- Миронами-но ками — Бог волн из Миро.
- Нунооситомиторинаруми-но ками — Бог моря кричащих птиц в Нуноси.
- Амэ-но-хибараоосинадоми-но ками — Бог солнечного чрева из Большого Синадо.
- Тооцуямасакитараси-но ками — Бог далёкого Ямасаки.

## Семь богов счастья
- Эбису — Покровитель рыболовов и торговцев, бог удачи и трудолюбия.
- Дайкоку — Покровитель крестьян, бог богатства.
- Бисямонтэн — Бог богатства и процветания.
- Бэндзайтэн — богиня удачи (особенно на море), мудрости, искусств, любви и тяги к знаниям.
- Фукурокудзю — бог долголетия и мудрых поступков
- Хотэй — бог сострадания и добродушия
- Дзюродзин — бог долголетия

## Боги природы

### Боги воды и моря
- Адзуми-но Исора — Бог моря и морского берега
- Аванаги-но ками — Бог Пены на Воде
- Аванами-но ками — Богиня Пены на Воде
- Амэ-но-микумари-но ками — Небесный Бог Распределения Воды.
- Амэ-но-цудоэтинэ-но ками — Богиня-Собирательница Небесных Вод
- Ватацуми — Морской царь, Бог водной стихии
- Куни-но-микумари-но ками — Земной Бог Распределения Воды
- Куни-но-кухидзамоти-но ками — Земной Бог Зачерпывания Воды
- Мицуха-но-мэ-но ками — Богиня Бегущих Вод
- Миронами-но ками — Бог Волн в Миро
- Накапу-вата-цуми-но ками — Бог-Дух Средних Вод Моря
- Накацуцу-но-о-но микото — Бог-Муж Морской Середины
- Нунооситомиторинаруми-но ками — Бог Моря Кричащих Птиц в Нуноси
- Окидзакару-но ками — Бог Морской Дали
- Окицунагиса-бико-но ками — Юноша-Бог Прибоя в Открытом Море
- Окицукахибэра-но ками — Бог Морской Прибрежной Полосы
- Сокоцу-вата-цуми-но ками — Бог-Дух Морского Дна
- Суйдзин — Бог воды
- Тоётама-химэ — морская богиня.
- Такицу-химэ-но микото — Дева-Богиня Водопадов
- Торинаруми-но ками — Бог Моря Кричащих Птиц
- Увацу-вата-цуми-но ками — Бог-Дух Морской Поверхности
- Фукабути-но-мидзуярэкана-но ками — Бог Воды, Брызжущей на Цветы, из Фукабути
- Хаяакицу-хико-но ками — бог проливов
- Цуранаги-но ками — Бог Пузырящейся Поверхности Воды.
- Цуранами-но ками — Богиня Пузырящейся Поверхности Воды.

### Боги огня
- Кагуцути — Бог огня и вулканов.
- Микахаяхи-но ками — Бог Устрашающего Быстрого Огня
- Хинараси-химэ — Дева-Богиня Ровного Огня.
- Хихаяхи-но ками — Огненный Бог Быстрого Огня

### Боги смерти
- Дзигокудаю — Богиня смерти
- Идзанами — Богиня творения и смерти
- Футодама — Жрец богов
- Эмма-О — Бог властитель и судья мёртвых